# Hygroplitis nigrita
Hygroplitis nigrita är en stekelart som beskrevs av Guang Yu Luo och You 2005. Hygroplitis nigrita ingår i släktet Hygroplitis och familjen bracksteklar. Inga underarter finns listade i Catalogue of Life.